# Тунетс (стадион)
Стадион «Тунетс» (швед. Tunets IP) — спортивное сооружение в Бурленге, Швеция. Сооружение предназначено для проведения матчей по хоккею с мячом. Арену для домашних игр использует команда по хоккею с мячом — Бурленге Сент-Туна. 
Инфраструктура: искусственный лёд с 2006 года.

## Информация
Адрес: Бурленге, Paradgatan, 6 (Borlänge)